# Контрада Пјано Сан Вито (Салерно)
Контрада Пјано Сан Вито је насеље у Италији у округу Салерно, региону Кампанија.
Према процени из 2011. у насељу је живело 28 становника. Насеље се налази на надморској висини од 170 м.